# Ceratobunoides bandarensis
Ceratobunoides bandarensis is een hooiwagen uit de familie Sclerosomatidae.